# Melchiorre Voli
Melchiorre Voli (Torino, 9 gennaio 1842 – Torino, 17 dicembre 1894) è stato un politico italiano.
Fu senatore del Regno d'Italia nella XVII legislatura.
Fu eletto sindaco di Torino e ricoprì la carica dal 1º gennaio 1887 al 19 ottobre 1894.
Il Comune di Torino gli ha intitolato una via in zona Lingotto.